# Синтаксис русского языка
Синтаксис русского языка — часть грамматики русского языка (совместно с морфологией), указывающая на правила соединения слов в словосочетании и предложении. Одно из главных правил этого соединения — это согласование. Зависимое слово должно стоять в том же числе, грамматическом роде и падеже, что и главное.
Как и в других языках, в русском предложения по характеру могут быть повествовательные (где сказуемое в индикативе), вопросительные и побудительные (где содержится императив). Например:
- Соловей-пташечка, канареечка жалобно поёт (повествовательное предложение).
- Что ты когти распускаешь над моею головой? (вопросительное предложение, содержащее вопросительное местоимение и вопросительный знак)
- Коля, немедленно садись делать уроки! (побудительное предложение, содержащее императив)

## Простое предложение
Классическое «простое предложение» состоит из подлежащего (существительного) и сказуемого (обычно глагола, но бывают и сказуемое существительное). Возможны и безличные предложения («Света́ет»). Помимо подлежащего и сказуемого, предложение может содержать определение (прилагательное-атрибу́т), дополнение (объект действия) и обстоятельство (характер действия).
Порядок частей предложения может быть произвольным. Наряду с классической европейской схемой SVO (en:Subject–verb–object или подлежащее-сказуемое-дополнение), возможны и другие варианты:
- VOS (en:Verb–object–subject) — Загуляли по ниве серпы (А. Н. Толстой)
- OSV (en:Object–subject–verb) — На косе роса горит (А. Н. Толстой)
- VSO (en:Verb–subject–object) — Ушёл Иван в лес (А. Н. Толстой)
- SOV (en:Subject–object–verb) — Дед Семён окно раскрыл (А. Н. Толстой)

Предложения могут содержать причастный и деепричастный обороты, образованные, соответственно, от причастий (отглагольное прилагательное) или деепричастий (обозначение добавочного действия). Деепричастный оборот всегда обособляется запятыми:
Увидев бегущего деревянного человечка, он широко расставил ноги, загородив ими всю улицу (А. Н. Толстой, "Буратино").

## Сложное предложение
Сложные предложения состоят из двух или более подлежащих и сказуемых, которые разделяются знаками препинания. Сложные предложения бывают двух видов: сложносочиненные и сложноподчиненные.
Например:
- Это присказка, а сказка впереди будет (сложносочинённое предложение, где две части предложения соединены союзом а).
- К концу сентября перелески обнажились, поэтому сквозь чащу деревьев стала видна синяя даль сжатых полей (сложноподчиненное предложение, где две части предложения соединены причинным союзом поэтому).